# 廣瀬貴雄
廣瀬 貴雄（ひろせ たかお、1976年3月16日 - ）は、日本のトロンボーン奏者・作曲家。香川県出身。

## 来歴
1988年よりトロンボーンを始める。高松第一高等学校音楽科を経て桐朋学園大学音楽学部附属桐朋オーケストラアカデミー修了。2004年 JAZZ COLLECTIVE結成。 
2009年 東京JAZZ 2009 にて、ブルーノート・レコード創立70周年記念企画「BLUE NOTE RECORDS 70th Anniversary SUPER JAM」にquasimodeサポートメンバーとして参加し、Lou Donaldson、Manhattan Jazz Quintet 、China Mosesらと共演。
現在、JAZZ COLLECTIVEをはじめ ズボンドズボン他様々なアーティストのサポート、プロデュース、作曲、編曲を務める。その他 TV、ラジオ、CM 等にも出演。